# Kejserinde Dagmars Ankomst til Bellevue
Kejserinde Dagmars Ankomst til Bellevue er en dansk dokumentarisk optagelse fra 1902, der er instrueret af Peter Elfelt.

## Handling
Kejserinde Dagmar ankommer til Bellevue Strand. De kongelige og deres gæster komme ind ad broen og nikker til tilskuerne.